# Vojkoviće
Vojkoviće (cyr. Војковиће) – wieś w Serbii, w okręgu raskim, w mieście Novi Pazar. W 2011 roku liczyła 20 mieszkańców.